# Ануар Айт Ель Хадж
Ануар Айт Ель Хадж (фр. Anouar Ait El Hadj, нар. 20 квітня 2002, Моленбек-Сен-Жан) — бельгійський футболіст, півзахисник клубу «Уніон Сент-Жілуаз» та молодіжної збірної Бельгії.
Виступав також за клуби «Андерлехт» та «Генк».
Володар Суперкубка Бельгії.

## Клубна кар'єра
Народився 20 квітня 2002 року в місті Моленбек-Сен-Жан. Вихованець юнацьких команд футбольних клубів «Ефй Моленбее», «Гент» та «Андерлехт».
У дорослому футболі дебютував 2019 року виступами за команду «Андерлехт», у якій провів чотири сезони, взявши участь у 50 матчах чемпіонату. 
Своєю грою за цю команду привернув увагу представників тренерського штабу клубу «Генк», до складу якого приєднався 2023 року. Відіграв за команду з Генка наступний сезон своєї ігрової кар'єри.
До складу клубу «Уніон Сент-Жілуаз» приєднався 2024 року. Станом на 13 листопада 2024 року відіграв за брюссельську команду 7 матчів в національному чемпіонаті.

## Виступи за збірні
У 2017 році дебютував у складі юнацької збірної Бельгії (U-16), загалом на юнацькому рівні взяв участь у 29 іграх, відзначившись 4 забитими голами.
У 2021 році залучався до складу молодіжної збірної Бельгії. На молодіжному рівні зіграв у 4 офіційних матчах.

## Титули і досягнення
- Володар Суперкубка Бельгії (1):

«Уніон Сент-Жілуаз»: 2024
- Чемпіон Бельгії (1):

«Юніон Сент-Жилуаз»: 2024-25